# 에버렛 로저스
에버렛 M. 로저스(Everett Rogers, 1931년 3월 6일 ~ 2004년 10월 21일)는 언론정보학자, 사회학자, 작가, 교수이다.
1931년 아이오와주 파인허스트 농장(Pinehurst Farm)에서 태어났다. 그의 아버지는 전기기계적인 농업 혁신을 좋아했으나 생물기계학적인 혁신을 활용하는데는 상당히 꺼려했기에, 25% 이상의 농작물을 더 수확할 수 있고 가뭄에 잘 견딤에도 불구하고 새로운 하이브리드 종자 옥수수를 채택하는 것에 저항했다. 1936년 아이오와 가뭄 기간 동안 하이브리드 종자 옥수수는 이웃 농장에서 굳건히 서 있었던 반면 로저스의 농장의 작물들은 시들었다. 로저스의 아버지는 마침내 이를 수긍했다.
로저스는 학교 선생이 그와 그의 일부 급우들을 아이오와 주립 대학교에 들리게 하기 전까지는 대학교에 다닐 생각이 없었다. 로저스는 그곳에서 농예 학위를 받기로 마음 먹었다. 그 뒤 2년 동안 한국 전쟁에 참전했다. 아이오와 주립 대학교로 돌아와 1957년에 사회학, 통계학 분야에서 박사 학위를 받았다.

## 저서
- 개혁의 확산(Diffusion of innovations)

## 같이 보기
- 혁신의 전파

## 참조
1. ↑  Singhal, Arvind; Thomas E. Backer (2005). “FORUM: THE LIFE AND WORK OF EVERETT ROGERS—SOME PERSONAL REFLECTIONS”. 《Journal of Health Communication》 10: 285–288. doi:10.1080/10810730590949978.